# Pjakupur
A Pjakupur (oroszul: Пякупур) folyó Oroszország ázsiai részén,  Nyugat-Szibériában, Jamali Nyenyecföldön; a Pur bal oldali forrásága.

## Földrajz
Hossza: 542 km, vízgyűjtő területe: 31 400 km², évi közepes vízhozama: 290 (vagy 305) m³/sec.
A Szibériai-hátságon eredő két folyó, a Jankjagun és a Nyucsavotijaha egyesülésével keletkezik. Hossza a Jankjagun forrásától 635 km. A Nyugat-szibériai-alföld erdős-mocsaras sík vidékén folyik, kezdetben keleti, majd északkeleti irányban. Tarko-Szale településnél egyesül a Pur másik forráságával, az Ajvaszedapurral.
Rendkívül kanyargós medre mentén sok a holtág. Vízgyűjtő területén több mint 32 000 kis tó fekszik, többségük mocsaras területen. Mellékfolyói közül jelentősebb a jobb oldali Vingapur (319 km) és a bal oldali Purpe (327 km). 
Októbertől májusig befagy, átlagosan 220 napig jég borítja. A tél végén Tarko-Szalenál a jégpáncél vastagsága kb. 85 cm. Tavaszi árvize van, vízszintje általában június elején tetőzik. Alsó folyásán átlag két és fél hónapig magas vízállás jellemzi.
Vízgyűjtő területén igen sok szénhidrogén-lelőhely található. A bal partján fekvő Gubkinszkij város mellett jelentős olaj- és gázkitermelés folyik. Purpe az északi olajmezőkről kiinduló kőolaj távvezeték egyik állomása.  